# Síndromes por microdeleción

Deleción de una porción de un cromosoma.

En genética se denomina microdeleción a la pérdida de un fragmento de material cromosómico, generalmente de entre 1 y 3 millones de bases de ADN. Existen diversos síndromes por microdeleción que también se llaman síndromes por pérdida de genes contiguos, la mayor parte causan manifestaciones desde la infancia y provocan entre otros síntomas retraso en el desarrollo mental.

## Genética
Los síndrome por microdeleción tienden a ser de aparición esporádica por tratarse de alteraciones nuevas, solo en algunas ocasiones se transmiten de una generación a la siguiente siguiendo un patrón de herencia autosómico dominante, ello se debe a que aunque la microdeleción aparece por lo general de forma espontánea por una mutación nueva, el individuo afectado puede transmitirla a su descendencia si conserva la capacidad reproductiva.

## Tipos
Algunos de los síndromes ocasionados por microdeleción son los siguientes:
- Síndrome de Williams-Beuren. La pérdida de material genético afecta al cromosoma 7q, suele existir retraso mental.
- Síndrome de Prader-Willi. La alteración se localiza en el cromosoma 15q. Provoca retraso del crecimiento y del desarrollo psicomotor así como retraso mental.
- Síndrome de Angelman. Existe una microdeleción en el cromosoma 15q. Provoca entre otros síntomas retraso importante en el desarrollo y capacidad lingüística reducida o nula.
- Síndrome de DiGeorge. La región afectada se sitúa en el cromosoma 22q. Provoca entre otros síntomas dificultad en el aprendizaje y cardiopatías.
- Síndrome WAGR. Ocasionado por una microdeleción en el cromosoma 11p. Causa aniridia, retraso mental y propensión a desarrollar tumor de Wilms.
- Síndrome deleción 22q13. También llamado síndrome de Phelan-McDermid provoca retraso del desarrollo moderado o severo.
- Síndrome de Wolf-Hirschhorn. Se debe a una microdeleción distal del brazo corto del cromosoma 4. Provoca grave retraso mental y tendencia a la microcefalia, convulsiones y labio leporino.[5]
- Síndrome de microdeleción 3q29. Causa retraso mental moderado y facies anómala.
- Síndrome de Smith-Magenis. Provoca retraso en el desarrollo intelectual y en el lenguaje. También anomalías en cráneo y cara.

## Diagnóstico
Se sospecha por los síntomas. El diagnóstico definitivo se realiza mediante la técnica de hibridación fluorescente in situ.

## Síndromes de microduplicación

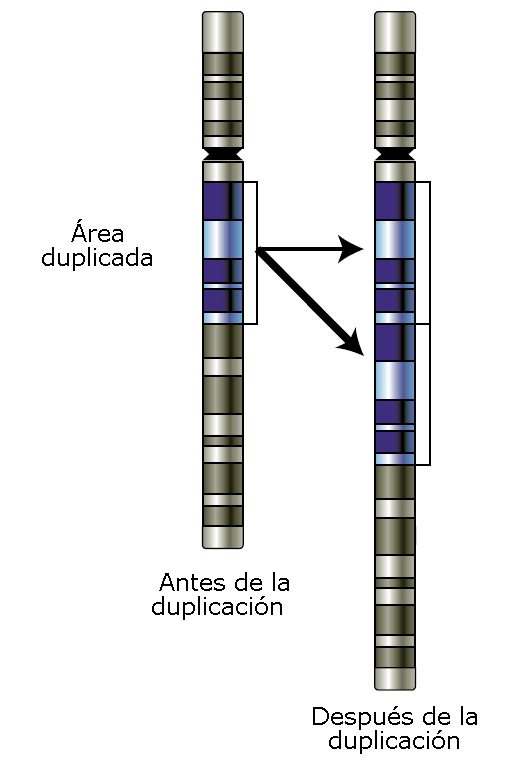
Duplicación de una porción de un cromosoma.

Estos síndromes se producen cuando una pequeña región de un cromosoma se encuentra duplicada. Pueden afectar a las mismas áreas que las microdeleciones, por lo que en ocasiones ambos grupos se designan conjuntamente con el nombre de síndromes por microdeleción y microduplicación, en terminología abreviada MMSs, por las iniciales de su denominación en inglés (Microdeletion and Microduplication Syndromes).
Un ejemplo es el síndrome de microduplicación 22q11.2 que provoca numerosas anomalías en los niños afectados y se asocia a una duplicación de material genético en la región q11 del cromosoma 22. El síndrome complementario o en espejo en el que se tiene lugar una deleción de la misma región cromosómica es el síndrome de Di George.